# Rüdiger Möbusz
Rüdiger Möbusz (* 26. Januar 1940 in Lübeck; † 13. Dezember 1993 ebenda) war ein deutscher Werbegrafiker und ab 1963 Politiker (SPD).

## Leben
Der Ur-Enkel von Albin Möbusz absolvierte nach der Mittleren Reife eine Ausbildung zum Schriftsetzer. 1958 schloss er sich den Jusos an. Er besuchte eine Kunstschule und ließ sich zum Werbegrafiker ausbilden.
1963 trat er der SPD bei und war von 1977 bis 1989 Kreisvorsitzender der SPD Lübeck. Er war Mitglied der IG Druck und Papier und Betriebsratsmitglied bei den Lübecker Nachrichten.
1970 wurde er in die Bürgerschaft der Hansestadt Lübeck gewählt, der er bis 1979 angehörte. In dieser Zeit war er zudem Gesundheitssenator und von 1977 bis 1979 Zweiter stellvertretender Bürgermeister Lübecks.
1979 wurde er im Wahlkreis Lübeck-Mitte in den Landtag Schleswig-Holstein gewählt. Er wurde in direkter Wahl 1983, 1987, 1988 und 1992 wiedergewählt. Im Landtag war er unter anderem Mitglied des Sozialausschusses, des Wirtschaftsausschusses, des Finanzausschusses, der Arbeitsgruppe Haushaltsprüfung sowie 1986 des „Untersuchungsausschusses Deponie Schönberg“.
1987 gehörte er mit Björn Engholm und anderen Abgeordneten zu den Antragstellern zur Einsetzung eines Untersuchungsausschusses, der „eventuell rechtswidrige Handlungen des Ministerpräsidenten Dr. Barschel […] gegen zum 11. Landtag kandidierende Parteien und ihre Repräsentanten“, die sogenannte Barschel-Affäre, untersuchen sollte.
Nach seinem Tod rückte Ulrike Rodust in den Landtag nach.
Möbusz war verheiratet und hatte drei Kinder.